# Liste der Monuments historiques in Arzon
Die Liste der Monuments historiques in Arzon führt die Monuments historiques in der französischen Gemeinde Arzon auf.

## Liste der Bauwerke
| Bezeichnung             | Beschreibung | Standort | Kennzeichnung | Schutzstatus | Datum | Bild |
| ----------------------- | ------------ | -------- | ------------- | ------------ | ----- | ---- |
| Cromlech d’Er Lannic    |              | (Lage)   | PA00090986    | Classé       | 1889  |      |
| Dolmen du Graniol       |              | (Lage)   | PA00090987    | Classé       | 1973  |      |
| Dolmen von Bilgroix     |              | (Lage)   | PA00090989    | Classé       | 1978  |      |
| Steingrab Le Petit Mont |              | (Lage)   | PA00090988    | Classé       | 1904  |      |
| Tumulus von Tumiac      |              | (Lage)   | PA00090985    | Classé       | 1923  |      |

## Liste der Objekte
- Monuments historiques (Objekte) in Arzon in der Base Palissy des französischen Kultusministeriums